# Lunda SK
Lunda SK är en idrottsförening från Märsta i Sigtuna kommun i Uppland/Stockholms län, bildad 1918. Föreningen, som hade en föregångare med samma namn 1910-1916, grundades på Södermalm i Stockholm 1918 men flyttades senare till Märsta. Lunda har deltagit i seriespel i fotboll för herrar 1929-1957 och 1967-1997 samt för veteranlag senast 2007. Klubben finns med i röstlängden för Stockholms FF per 2017. Lundas främsta merit är sex säsonger i gamla division III, sedan 2006 motsvarande division I, 1937/1938-1945/1946.